# Roger Hanin
Roger Hanin, rodným jménem Roger Lévy (20. října 1925 Alžír, dříve Francouzské Alžírsko, dnes Alžírsko – 11. února 2015 Paříž) byl francouzský herec a režisér. Českým televizním divákům je patrně ponejvíce znám jakožto představitel hlavní role ve francouzském kriminálním a detektivním seriálu Navarro.

## Biografie
Pochází z francouzské židovské rodiny, která žila v Alžíru, jeho dědeček byl rabín, otec telekomunikační úředník. Nicméně po svatbě konvertoval na katolickou víru. V době 2. světové války a nacistické okupace severní Francie měl problémy se svým židovským původem, kdy byl vyloučen ze školy, neboť francouzská vláda ve Vichy uplatňovala i ve školství antisemitské zákony.
Od roku 1952 do roku 2006 hrál aktivně divadlo. V televizi vystupoval od roku 1971, od roku 1973 působil i jako režisér.
Sám o sobě prohlašoval, že je celoživotní komunista i aktivní odpůrce antisemitismu, což potvrdil také svojí soudní pří s Jeanem-Marie Le Penem.
Dne 1. listopadu 2008 oficiálně ukončil svoji hereckou kariéru.

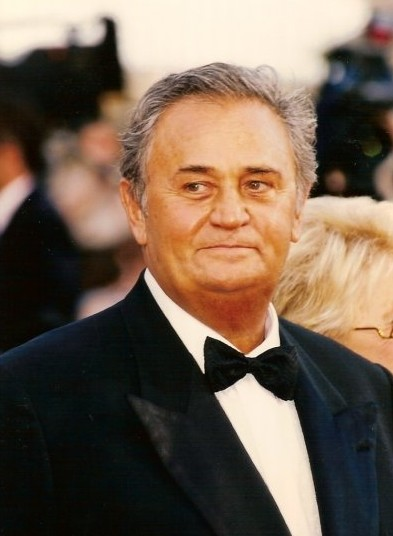
Roger Hanin na Filmovém festivalu v Cannes v roce 2007

Zemřel v únoru 2015.

### Osobní život
Jeho manželka Christine Gouze-Rénal (1914–2002) byla filmová producentka a podnikatelka, sestra bývalé první dámy Francie Danielle Mitterrandové, manželky Françoise Mitterranda (který jim byl na jejich svatbě za svědka).

## Nejznámější role
Poté, co se jeho švagr François Mitterrand stal francouzským prezidentem, obdržel svoji nejproslulejší televizní roli komisaře Navarra ve stejnojmenném francouzském televizním seriálu, který byl vysílán na francouzském televizním kanálu TF1 od října 1989 do října 2008 (tedy po 20 let).

## Vyznamenání
- achir Národního řádu za zásluhy – Alžírsko, 27. listopadu 2000 – udělil prezident Abdelazíz Buteflika[2]

## Publikační činnost
- L'ours en lambeaux, 1981
- Le voyage d'Arsène, 1985
- Lettre à un ami mystérieux (François Mitterrand), Ed. Grasset, 2001